# 1928 w muzyce
Wydarzenia muzyczne w 1928 roku.

## Urodzili się
- 2 stycznia – Tiberiu Olah, rumuński kompozytor (zm. 2002)
- 4 stycznia – Avni Mula, albański śpiewak operowy (baryton) i kompozytor (zm. 2020)
- 5 stycznia – Tusa Erzsébet, węgierska pianistka (zm. 2017)
- 7 stycznia
  - Emilio Pericoli, włoski piosenkarz (zm. 2013)
  - Tadeusz Sikora, polski nauczyciel, kompozytor, autor i tłumacz pieśni religijnych, działacz społeczny oraz kościelny (zm. 2016)
- 9 stycznia – Domenico Modugno, włoski muzyk (zm. 1994)
- 11 stycznia – Andréa Guiot, francuska śpiewaczka operowa (sopran) (zm. 2021)
- 12 stycznia – Ruth Brown, amerykańska, czarnoskóra śpiewaczka (zm. 2006)
- 14 stycznia – Joe Muranyi, amerykański klarnecista jazzowy, muzyk zespołu Louisa Armstronga (zm. 2012)
- 16 stycznia – Pilar Lorengar, hiszpańska śpiewaczka operowa (sopran) (zm. 1996)
- 19 stycznia – Joan Regan, angielska piosenkarka (zm. 2013)
- 20 stycznia – Antonio de Almeida, francuski dyrygent (zm. 1997)
- 25 stycznia – Andrzej Cwojdziński, polski dyrygent, kompozytor i pedagog muzyczny (zm. 2022)
- 29 stycznia – Bengt Hambraeus, szwedzki kompozytor, organista i muzykolog (zm. 2000)
- 30 stycznia
  - Elayne Jones, amerykańska perkusjonistka (zm. 2022)
  - Kihnu Virve, estońska pieśniarka ludowa, autorka tekstów (zm. 2022)
- 2 lutego – Walentina Dworianinowa, rosyjska piosenkarka estradowa (zm. 2019)
- 4 lutego – Jiří Císler, czeski aktor, reżyser teatralny i kompozytor (zm. 2004)
- 8 lutego – Eddie Burns, amerykański muzyk bluesowy (zm. 2012)
- 11 lutego – Conrad Janis, amerykański puzonista jazzowy i aktor (zm. 2022)
- 13 lutego
  - Gerald Fried, amerykański kompozytor muzyki do seriali telewizyjnych, dyrygent, oboista (zm. 2023)
  - Dorothy McGuire, amerykańska piosenkarka, znana z trio The McGuire Sisters (zm. 2012)
  - Romuald Miazga, polski dyrygent, chórmistrz, pedagog muzyczny (zm. 2016)
- 15 lutego – Norma Procter, angielska śpiewaczka operowa (kontralt) (zm. 2017)
- 19 lutego – Zofia Janukowicz-Pobłocka, polska śpiewaczka operowa (sopran) (zm. 2019)
- 20 lutego – Tasim Hoshafi, albański muzyk i kompozytor (zm. 2008)
- 21 lutego – Gabriela Cwojdzińska, polska pedagog, pianistka, działaczka społeczna, opozycjonistka w okresie PRL, senator I kadencji (zm. 2022)
- 26 lutego – Fats Domino, amerykański piosenkarz, kompozytor i pianista (zm. 2017)
- 27 lutego
  - René Clemencic, austriacki muzykolog, dyrygent, flecista, klawesynista i kompozytor (zm. 2022)
  - Maxim Saury, francuski muzyk jazzowy, klarnecista (zm. 2012)
- 28[1] lub 29 lutego[2] – polska aktorka estradowa i piosenkarka (zm. 2024)
- 29 lutego – Alan Loveday, brytyjski skrzypek (zm. 2016)
- 6 marca – Ronald Stevenson, brytyjski kompozytor i pianista (zm. 2015)
- 9 marca
  - Keely Smith, amerykańska wokalistka (zm. 2017)
  - Joanne Rogers, amerykańska pianistka (zm. 2021)
- 11 marca – K. Lamar Alsop, amerykański skrzypek (zm. 2014)
- 14 marca – Krystyna Pac-Gajewska, polska poetka, autorka tekstów piosenek (zm. 1990)
- 15 marca – Bob Wilber, amerykański klarnecista i saksofonista jazzowy (zm. 2019)
- 16 marca
  - Hans Graf, austriacki pianista i pedagog muzyczny (zm. 1994)
  - Christa Ludwig, niemiecka śpiewaczka operowa (mezzosopran) (zm. 2021)
- 17 marca – Edino Krieger, brazylijski kompozytor (zm. 2022)
- 19 marca
  - David Lumsden, brytyjski pedagog muzyczny, dyrygent chóru, organista i klawesynista (zm. 2023)
  - Tom Paley, amerykański gitarzysta, muzyk grający na banjo i skrzypek (zm. 2017)
- 21 marca
  - Ruth Anderson, amerykańska kompozytorka, dyrygentka i flecistka (zm. 2019)
  - Valentin Gheorghiu, rumuński pianista i kompozytor (zm. 2023)
  - Benedykt Konowalski, polski kompozytor, dyrygent i pedagog (zm. 2021)
- 22 marca – Doug Caldwell, nowozelandzki pianista jazzowy (zm. 2022)
- 24 marca
  - Byron Janis, amerykański pianista klasyczny (zm. 2024)
  - Marian Lida, polski kompozytor i dyrygent (zm. 2002)
- 25 marca – Mario Sereni, włoski śpiewak operowy (baryton) (zm. 2015)
- 26 marca
  - Milorad Mišković, serbski tancerz i choreograf (zm. 2013)
  - Izzy Young, amerykański promotor muzyczny, folklorysta (zm. 2019)
- 28 marca
  - Demétrius, brazylijski piosenkarz i kompozytor (zm. 2019)
  - Nunzio Gallo, włoski piosenkarz i aktor (zm. 2008)
- 1 kwietnia
  - Zofia Lupertowicz, polska śpiewaczka operowa i operetkowa (mezzosopran) (zm. 2014)
  - Harry Sheppard, amerykański wibrafonista jazzowy (zm. 2022)
- 2 kwietnia
  - April Cantelo, angielska śpiewaczka operowa (sopran) (zm. 2024)
  - Serge Gainsbourg, francuski kompozytor, piosenkarz, aktor, scenarzysta i reżyser (zm. 1991)
  - Alain Vanzo, francuski śpiewak operowy (tenor) (zm. 2002)
- 3 kwietnia – Kerstin Meyer, szwedzka śpiewaczka operowa (mezzosopran) (zm. 2020)
- 4 kwietnia
  - Chocolate Armenteros, kubański trębacz (zm. 2016)
  - Monty Norman, angielski kompozytor muzyki filmowej (zm. 2022)
- 5 kwietnia – Tony Williams, członek zespołu The Platters (zm. 1992)
- 7 kwietnia
  - Marian Frankowski, polski dyrygent, aranżer, kompozytor i działacz muzyczny (zm. 2004)
  - Jerzy Pikulik, polski muzykolog i organista, ksiądz katolicki (zm. 2015)
- 9 kwietnia – Tom Lehrer, amerykański pianista, piosenkarz, satyryk i matematyk (zm. 2025)
- 10 kwietnia – Jerzy Matuszkiewicz, polski muzyk jazzowy, saksofonista, kompozytor (zm. 2021)
- 12 kwietnia – Jean-François Paillard, francuski dyrygent (zm. 2013)
- 13 kwietnia – Teddy Charles, amerykański muzyk jazzowy i kompozytor, wibrafonista, pianista i perkusista (zm. 2012)
- 15 kwietnia – Hudeydi, somalijski muzyk (zm. 2020)
- 16 kwietnia – Walt Dickerson, amerykański wibrafonista jazzowy (zm. 2008)
- 19 kwietnia – Alexis Korner, brytyjski wokalista, gitarzysta i kompozytor bluesowy (zm. 1984)
- 22 kwietnia
  - Béla Dekany, brytyjski skrzypek pochodzenia węgierskiego (zm. 2022)
  - Tommy Turrentine, amerykański trębacz jazzowy (zm. 1997)
- 23 kwietnia
  - Mike Daniels, brytyjski trębacz jazzowy (zm. 2016)
  - Jadwiga Romańska, polska śpiewaczka operowa (sopran), primadonna Opery Krakowskiej, profesor sztuk muzycznych (zm. 2024)
- 24 kwietnia – Johnny Griffin, amerykański saksofonista tenorowy (zm. 2008)
- 26 kwietnia – Vivian Perlis, amerykańska muzykolog (zm. 2019)
- 27 kwietnia – Tamás Deák, węgierski kompozytor muzyki filmowej (zm. 2024)
- 2 maja – Horst Stein, niemiecki dyrygent (zm. 2008)
- 3 maja – Dave Dudley, amerykański piosenkarz country (zm. 2003)
- 4 maja – Maynard Ferguson, kanadyjski trębacz jazzowy (zm. 2006)
- 5 maja – Quintin Ballardie, angielski altowiolista (zm. 2022)
- 7 maja – Felix Mandre, estoński dyrygent i pianista (zm. 2014)
- 8 maja – Nora Nova, bułgarska piosenkarka (zm. 2022)
- 12 maja – Burt Bacharach, amerykański pianista i kompozytor (zm. 2023)
- 14 maja – Brian Macdonald, kanadyjski tancerz i choreograf (zm. 2014)
- 15 maja – Joe Gordon, amerykański trębacz i kompozytor jazzowy (zm. 1963)
- 16 maja – Zlata Tkacz, mołdawska kompozytorka i pedagog (zm. 2006)
- 17 maja – Jan Walasek, polski multiinstrumentalista jazzowy, bandleader i aranżer (zm. 2017)
- 19 maja – Felicja Jagodzińska, polska śpiewaczka, aktorka i nauczyciel akademicki (zm. 2023)
- 21 maja – Hellmut Stern, niemiecki skrzypek (zm. 2020)
- 22 maja – Jackie Cain, amerykańska wokalistka jazzowa (zm. 2014)
- 23 maja – Rosemary Clooney, amerykańska piosenkarka i aktorka (zm. 2002)
- 27 maja – Thea Musgrave, szkocka kompozytorka
- 30 maja – Gustav Leonhardt, holenderski klawesynista, organista, dyrygent, muzykolog i wykładowca akademicki (zm. 2012)
- 4 czerwca – Milan Škampa, czeski skrzypek i pedagog (zm. 2018)
- 6 czerwca – Janusz Gniatkowski, polski piosenkarz (zm. 2011)
- 7 czerwca
  - Anthony Ortega, amerykański klarnecista, saksofonista i flecista jazzowy (zm. 2022)
  - Charles Strouse, amerykański kompozytor i autor tekstów (zm. 2025)
- 9 czerwca – Tonin Harapi, albański kompozytor i pianista (zm. 1992)
- 10 czerwca
  - Carl Dahlhaus, niemiecki muzykolog (zm. 1989)
  - René Glaneau, polski piosenkarz (zm. 1997)
- 12 czerwca
  - Vic Damone, amerykański balladzista (zm. 2018)
  - Richard M. Sherman, amerykański kompozytor muzyki filmowej i teatralnej, autor tekstów piosenek (zm. 2024)
- 16 czerwca – Annie Cordy, belgijska aktorka i pieśniarka (zm. 2020)
- 17 czerwca – Mignon Dunn, amerykańska śpiewaczka operowa (mezzosopran)
- 19 czerwca – Tommy DeVito, amerykański piosenkarz i gitarzysta, członek The Four Seasons (zm. 2020)
- 20 czerwca
  - Eric Dolphy, amerykański jazzowy saksofonista altowy, flecista i klarnecista basowy (zm. 1964)
  - Judy Drucker, amerykańska śpiewaczka operowa (zm. 2020)
- 23 czerwca – Jan Jargoń, polski organista i kompozytor (zm. 1995)
- 26 czerwca – Jacob Druckman, amerykański kompozytor (zm. 1996)
- 29 czerwca – Paul Urmuzescu, rumuński kompozytor (zm. 2018)
- 1 lipca – Norman Carol, amerykański skrzypek klasyczny, wieloletni koncertmistrz Orkiestry Filadelfijskiej (zm. 2024)
- 2 lipca – Line Renaud, francuska piosenkarka i aktorka rewiowa
- 13 lipca – Gene Cipriano, amerykański muzyk sesyjny, grający m.in. na klarnecie, oboju i saksofonie (zm. 2022)
- 16 lipca – Bella Dawidowicz, amerykańska pianistka pochodzenia żydowskiego
- 17 lipca – Joe Morello, amerykański perkusista jazzowy (zm. 2011)
- 18 lipca – Lidia Grychtołówna, polska pianistka i pedagog
- 23 lipca – Leon Fleisher, amerykański pianista, dyrygent i pedagog (zm. 2020)
- 24 lipca – Marcello Giombini, włoski kompozytor, dyrygent i producent muzyczny (zm. 2003)
- 26 lipca
  - Tadeusz Baird, polski kompozytor (zm. 1981)
  - Hans Haselböck, austriacki organista i kompozytor (zm. 2021)
  - Joe Jackson, amerykański menadżer talentów, ojciec Michaela (zm. 2018)
- 27 lipca
  - Curtis Gordon, amerykański piosenkarz rockabilly (zm. 2004)
  - Roman Węgrzyn, polski śpiewak operowy i operetkowy (tenor)
- 28 lipca – Bill Lee, amerykański basista i kontrabasista jazzowy, kompozytor, dyrygent i aktor (zm. 2023)
- 29 lipca – Bidzina Kwernadze, gruziński kompozytor, profesor kompozycji (zm. 2010)
- 7 sierpnia – Jerzy Dobrzański, polski dyrygent, kompozytor (zm. 1998)
- 8 sierpnia
  - Don Burrows, australijski muzyk jazzowy (zm. 2020)
  - Simón Díaz, wenezuelski piosenkarz, kompozytor (zm. 2014)
- 9 sierpnia – Camilla Wicks, amerykańska skrzypaczka i pedagog muzyczny (zm. 2020)
- 10 sierpnia – Jimmy Dean, amerykański piosenkarz i gitarzysta muzyki country, aktor (zm. 2010)
- 11 sierpnia – Lucho Gatica, chilijski piosenkarz, aktor i prezenter filmowy (zm. 2018)
- 16 sierpnia
  - Ann Blyth, amerykańska aktorka i piosenkarka
  - Eydie Gormé, amerykańska piosenkarka (zm. 2013)
  - Eddie Kirkland, amerykański muzyk bluesowy (zm. 2011)
- 19 sierpnia – Lasse Lönndahl, szwedzki piosenkarz i aktor (zm. 2022)
- 21 sierpnia – Art Farmer, amerykański trębacz i kornecista jazzowy (zm. 1999)
- 22 sierpnia – Karlheinz Stockhausen, niemiecki kompozytor (zm. 2007)
- 26 sierpnia – Andrew Porter, brytyjski krytyk muzyczny, organista i dyrektor opery (zm. 2015)
- 27 sierpnia
  - Andrzej Kieruzalski, polski plastyk, lalkarz, chórmistrz, inscenizator i reżyser; pedagog, harcmistrz, kierownik artystyczny zespołu „Gawęda” (zm. 2017)
  - Frances Williams, amerykańska menedżer muzyczna (zm. 2012)
- 28 sierpnia – Kenny Drew, amerykański pianista jazzowy (zm. 1993)
- 30 sierpnia – Johnny Mann, amerykański piosenkarz (zm. 2014)
- 1 września
  - Edwin Kowalik, polski pianista, kompozytor i publicysta (zm. 1997)
  - Eduard Melkus, austriacki skrzypek i pedagog muzyczny
- 2 września
  - Horace Silver, amerykański pianista jazzowy i kompozytor, jeden z pionierów hard bopu (zm. 2014)
  - Rifat Teqja, albański muzyk i dyrygent (zm. 2013)
  - Zygmunt Wichary, polski pianista, kompozytor, aranżer, lider orkiestr i zespołów rozrywkowych, dyrygent, akompaniator, popularyzator jazzu (zm. 1966)
- 5 września
  - Joyce Hatto, brytyjska pianistka (zm. 2006)
  - Albert Mangelsdorff, niemiecki puzonista jazzowy (zm. 2005)
- 6 września – Jewgienij Swietłanow, rosyjski dyrygent, kompozytor i pianista, Ludowy Artysta ZSRR (zm. 2002)
- 10 września – Franco De Gemini, włoski muzyk, producent nagrań, kompozytor (zm. 2013)
- 14 września – Jay Cameron, amerykański saksofonista i klarnecista jazzowy, kompozytor (zm. 2001)
- 15 września – Cannonball Adderley, amerykański saksofonista jazzowy (zm. 1975)
- 16 września – Bożena Motylewska-Wielopolska, polski muzykolog, fotoreporter i kostiumograf (zm. 2017)
- 18 września – Adam Walaciński, polski kompozytor muzyki filmowej, publicysta muzyczny i profesor (zm. 2015)
- 23 września – Leon Markiewicz, polski muzykolog, publicysta, profesor sztuk muzycznych (zm. 2024)
- 28 września – Koko Taylor, amerykańska piosenkarka bluesa (zm. 2009)
- 4 października – Torben Ulrich, duński tenisista, malarz i muzyk (zm. 2023)
- 6 października – Flora MacNeil, szkocka wokalistka (zm. 2015)
- 9 października – Einojuhani Rautavaara, fiński kompozytor muzyki klasycznej (zm. 2016)
- 10 października
  - Leyla Gencer, turecka śpiewaczka operowa (sopran) (zm. 2008)
  - Junior Mance, amerykański pianista i kompozytor jazzowy (zm. 2021)
- 11 października
  - Russell Oberlin, amerykański śpiewak operowy (kontratenor) (zm. 2016)
  - Saulius Sondeckis, litewski dyrygent (zm. 2016)
- 12 października – Jerzy Semkow, polski dyrygent (zm. 2014)
- 18 października – Maurice El Médiouni, algierski pianista i kompozytor (zm. 2024)
- 21 października
  - Stanisław Fijałkowski, polski śpiewak ludowy (zm. 2012)
  - Józef Kański, polski muzykolog, krytyk muzyczny, pianista (zm. 2023)
- 23 października – Jurij Saulski, rosyjski kompozytor muzyki filmowej; Ludowy Artysta RFSRR (zm. 2003)
- 2 listopada – Herb Geller, amerykański saksofonista jazzowy, kompozytor, aranżer, bandleader (zm. 2013)
- 10 listopada – Ennio Morricone, włoski kompozytor muzyki filmowej (zm. 2020)
- 11 listopada – Ernestine Anderson, amerykańska piosenkarka jazzowa i bluesowa (zm. 2016)
- 12 listopada – Audrey Morris, amerykańska piosenkarka i pianistka jazzowa (zm. 2018)
- 13 listopada – Stanisław Głowacki, polski kompozytor i chórmistrz (zm. 2017)
- 14 listopada – Bernabé Martí, hiszpański śpiewak operowy (tenor) (zm. 2022)
- 15 listopada – C.W. McCall, amerykański piosenkarz country, autor piosenek (zm. 2022)
- 16 listopada – Helen Thorington, amerykańska prezenterka radiowa, kompozytorka, performerka i pisarka (zm. 2023)
- 18 listopada – Sheila Jordan, amerykańska wokalistka jazzowa, kompozytorka i edukatorka (zm. 2025)
- 22 listopada – Marilyn Bergman, amerykańska autorka piosenek (zm. 2022)
- 23 listopada
  - Jerry Bock, amerykański kompozytor, autor wielu musicali, m.in. Skrzypek na dachu (zm. 2010)
  - Will Schaefer, amerykański kompozytor muzyki do seriali i filmów telewizyjnych (zm. 2007)
  - Jan Ślęk, polski dyrygent i pedagog (zm. 2022)
- 25 listopada
  - Jimmy Johnson, amerykański gitarzysta i wokalista bluesowy (zm. 2022)
  - Etta Jones, amerykańska wokalistka jazzowa (zm. 2001)
- 28 listopada
  - Little Sammy Davis, amerykański muzyk i wokalista bluesowy (zm. 2018)
  - Jan Fotek, polski kompozytor muzyki poważnej (zm. 2015)
- 29 listopada – Yolande Fox, amerykańska śpiewaczka operowa, Miss Ameryki 1951 (zm. 2016)
- 2 grudnia
  - Bianca Berini, włoska śpiewaczka operowa (mezzosopran dramatyczny) (zm. 2004)
  - Jörg Demus, austriacki pianista i kompozytor muzyki klasycznej (zm. 2019)
- 5 grudnia – Barbara Krafftówna, polska aktorka, artystka kabaretowa i piosenkarka (zm. 2022)
- 7 grudnia
  - Zdeněk Mahler, czeski pedagog, pisarz, scenarzysta, publicysta i muzykolog (zm. 2018)
  - Rosemary Squires, angielska piosenkarka jazzowa (zm. 2023)
- 8 grudnia – Jimmy Smith, amerykański muzyk jazzowy, wirtuoz organów Hammonda (zm. 2005)
- 13 grudnia – Joe Messina, amerykański gitarzysta (zm. 2022)
- 15 grudnia
  - Ernest Ashworth, amerykański piosenkarz country (zm. 2009)
  - Ida Haendel, brytyjska skrzypaczka polsko-żydowskiego pochodzenia (zm. 2020)
  - Jerry Wallace, amerykański piosenkarz country i pop (zm. 2008)
- 18 grudnia
  - Ira Gitler, amerykański historyk jazzu i dziennikarz muzyczny (zm. 2019)
  - Galt MacDermot, kanadyjski kompozytor i pianista (zm. 2018)
- 25 grudnia – Michał Sulej, polski kompozytor, pedagog, dyrygent (zm. 2002)
- 26 grudnia – Aleksandra Szurmiak-Bogucka, polska etnomuzykolog, animatorka ruchu regionalnego (zm. 2020)
- 27 grudnia
  - Richard Freed, amerykański krytyk muzyczny (zm. 2022)
  - Max Wilcox, amerykański producent nagrań muzyki klasycznej (zm. 2017)
- 28 grudnia
  - Noelle Barker, angielska śpiewaczka operowa (sopran) (zm. 2013)
  - Ray Santos, amerykański saksofonista latin-jazzowy (zm. 2019)
- 29 grudnia – Bernard Cribbins, angielski aktor i piosenkarz (zm. 2022)
- 30 grudnia – Bo Diddley, afroamerykański muzyk, śpiewak, skrzypek i gitarzysta (zm. 2008)

## Zmarli
- 1 stycznia – Loie Fuller, amerykańska tancerka (ur. 1862)
- 8 stycznia – Dumitru Kiriac-Georgescu, rumuński kompozytor i pedagog (ur. 1866)
- 24 lutego – Edmond Clément, francuski śpiewak operowy (tenor) (ur. 1867)
- 5 marca – Julian Birnbaum, polski wiolonczelista i finansista pochodzenia żydowskiego (ur. 1865)
- 19 marca – Nora Bayesa, amerykańska piosenkarka i aktorka (ur. 1880)
- 20 marca – Wincenty Kruziński, polski kompozytor (ur. 1840)
- 28 marca – Fiorello Giraud, włoski śpiewak operowy (tenor) (ur. 1870)
- 24 kwietnia – Ferdinand Hummel, niemiecki kompozytor (ur. 1855)
- 28 kwietnia – Henryk Melcer-Szczawiński, polski kompozytor neoromantyczny, pianista, dyrygent i pedagog muzyczny (ur. 1869)
- 6 maja – Juliusz Wertheim, polski pianista, dyrygent i kompozytor (ur. 1880)
- 7 maja – Aleksandr Spendiarian, ormiański kompozytor (ur. 1871)
- 17 czerwca – Karl Pohlig, niemiecki dyrygent, pianista i kompozytor (ur. 1858)
- 25 lipca – Wiktor Barabasz, polski pianista, dyrygent, pedagog (ur. 1855)
- 12 sierpnia – Leoš Janáček, czeski kompozytor, teoretyk muzyki, folklorysta (ur. 1854)
- 13 sierpnia – Fernand de La Tombelle, francuski kompozytor i organista (ur. 1854)
- 17 sierpnia – Emma Carelli, włoska śpiewaczka operowa (mezzosopran) (ur. 1877)
- 7 listopada – Mattia Battistini, włoski śpiewak operowy (baryton) (ur. 1856)
- 13 listopada – Enrico Cecchetti, włoski tancerz baletowy (ur. 1850)
- 18 grudnia – Lucien Capet, francuski skrzypek, kompozytor i pedagog (ur. 1873)
- 28 grudnia – Domenico Alaleona, włoski kompozytor i organista (ur. 1881)

## Muzyka poważna
- I i II Rapsodia na skrzypce i orkiestrę oraz IV Kwartet smyczkowy Béli Bartóka

### Opera
- 20 kwietnia – w Wiesbaden miały swoje premiery krótkie opery Dariusa Milhauda Porzucenie Ariadny (Op. 98) i Wyzwolenie Tezeusza (Op. 99)[3]

## Musicale

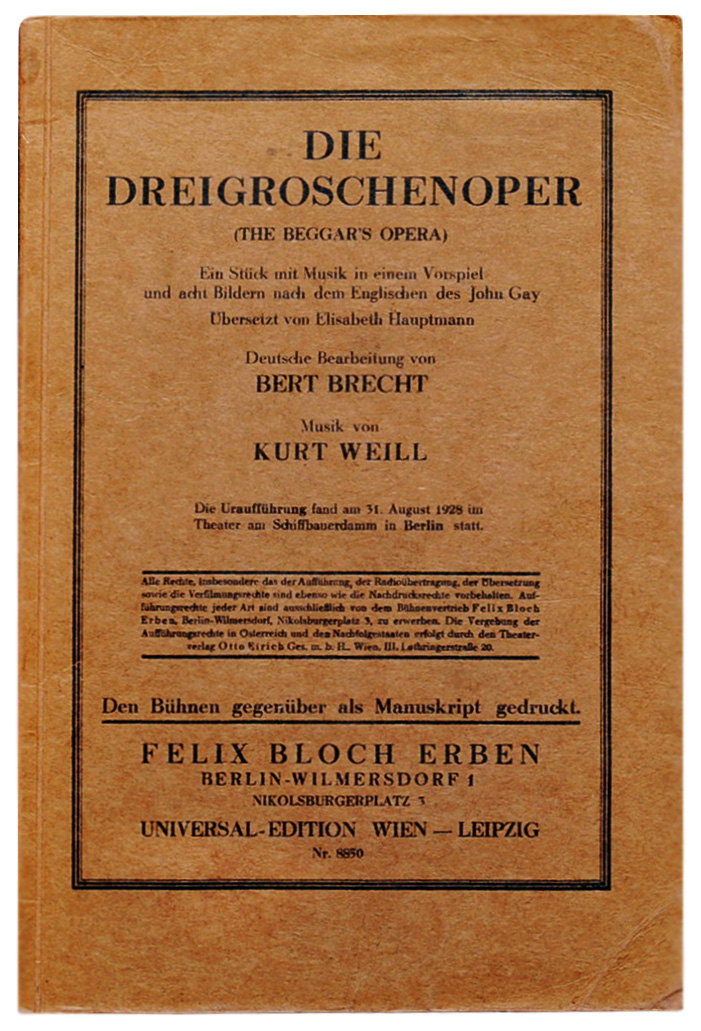
Okładka libretta z premiery Opery za trzy grosze (1928)

- 31 sierpnia – w Berlinie odbyła się premiera musicalu Opera za trzy grosze[3]